# Hilkka Rantaseppä-Helenius
Hilkka Rantaseppä-Helenius (1925-1975) fue una astrónoma finlandesa.

## Biografía
Comenzó a estudiar matemáticas con la esperanza de convertirse en profesora. El astrónomo finlandés Yrjö Väisälä la inspiró a convertirse en astrónoma. Como hija de un granjero, fue una de las pocas astrónomas afortunadas que tuvieron el privilegio de tener un observatorio en su propio corral.
A los cincuenta años murió en un accidente. El asteroide Florian 1530 Rantaseppä fue nombrado en su memoria.

## Carrera científica
Trabajó en la observación de planetas menores y además trabajó como asistente en el Observatorio de Tuorla de 1956 a 1962. En 1962 se convirtió en observadora cuando se hizo disponible una vacante. Permaneció como observadora hasta 1975. También participó en la construcción del Observatorio de Kevola por Tähtitieteellis-optillinen seura (Sociedad Óptica de Astronomía) en su propia propiedad en 1963.